# Viação Piracicabana
A Viação Piracicabana é uma empresa brasileira que atua no ramo de transportes, fundada por Atílio Raimundo Giannetti em 1937 na cidade de Piracicaba, estado de São Paulo.

## História
A empresa foi criada em 1937 sob o nome de Expresso Piracicabano e possuía de início 8 veículos da marca Ford que realizam um trajeto diário entre as cidades de Piracicaba e São Paulo, itinerário esse realizado até aquela época por trens. As viagens duravam cerca de 6 horas e se constituíram numa verdadeira aventura sobre nuvens de poeira, muita chuva e lamaçal. Isso acarretou numa ideia pioneira da empresa: ceder antes de cada viagem uma espécie de "guarda-pó" aos passageiros para proteger suas roupas contra a forte poeira das estradas.
Em 1962, já com a empresa bem adiantada dispondo de veículos mais resistentes e oferecendo bem mais horários, a companhia muda seu nome para Viação Piracicabana S/A. Até aquela altura, a viação já estava servindo também a cidade de São Pedro, vizinha da sede de Piracicaba.
No início dos anos 80, a Piracicabana expandiu os seus serviços, passando a realizar viagens entre a região e a Baixada Santista, atendendo as cidades de Santos, São Vicente, Praia Grande, Mongaguá e Itanhaém, incluindo também nesse roteiro a cidade de Nova Odessa. Já em 2001, a empresa passou a atuar também em São Caetano do Sul, Santo André, São Bernardo do Campo e Osasco.
Atualmente, a empresa pertence ao Grupo Comporte, conglomerado de transportes liderado pelo empresário Nenê Constantino, que também controla a Gol Linhas Aéreas.
A Piracicabana também opera o transporte urbano das cidades paulistas de Santos e Praia Grande na Baixada Santista. A empresa também opera no Distrito Federal, fazendo linhas na bacia 1, nas regiões como Asa Norte, Planaltina, Paranoá, Sobradinho, Vale do Amanhecer. Anteriormente operou as linhas metropolitanas da Baixada Santista, que hoje estão sob responsabilidade da BR Mobilidade Baixada Santista, que pertence ao mesmo grupo empresarial. Também foi responsável pelo transporte urbano de Cubatão, Uberaba e Blumenau (atualmente operado pela Blumob, também pertencente ao grupo) e o transporte suburbano na região de São Roque.
Em fevereiro de 2020, incorporou as operações da Viação São Paulo São Pedro, que já atuavam em conjunto, contando com anuência da ARTESP, que regula os transportes no estado de São Paulo. Já no ano seguinte, também com anuência da ARTESP, incorporou a Breda Transportes, que tambem já atuavam em conjunto.
Em 25 de outubro de 2023, foi autorizada a incorporação da Empresa Cruz, de Araraquara pela Viação Piracicabana, o qual foi incorporada oficialmente em 1.º de abril de 2024.